# Berliner Pfannkuchen
Berliner Pfannkuchen (også kaldt Berliner eller Berlinerbolle) er en fortrinsvis tysk og europæisk form for beignetdejbagværk, der laves af sød gærdej, som koges i fedt eller olie og som har fyld af marmelade eller syltetøj. Som regel har Berliner Pfannkuchen glasur, sukker eller flormelis på toppen. Fyldet sprøjtes ind i kagen efter kogningen.
Betegnelsen for spisen varierer i forskellige dele af Tyskland. Mens de fleste kalder dem Berliner eller Berliner Ballen, kender man dem som Pfannkuchen i Berlin, Brandenburg og Sachsen – mens Pfannkuchen i resten af Tyskland refererer til pandekager. I det sydlige og centrale Tyskland og i størstedelen af Østrig kendes de som Krapfen, i Hessen som Kraeppel eller Kreppel, mens de i Rheinland-Pfalz hedder Fastnachtsküchelchen.